# Alexander Fach

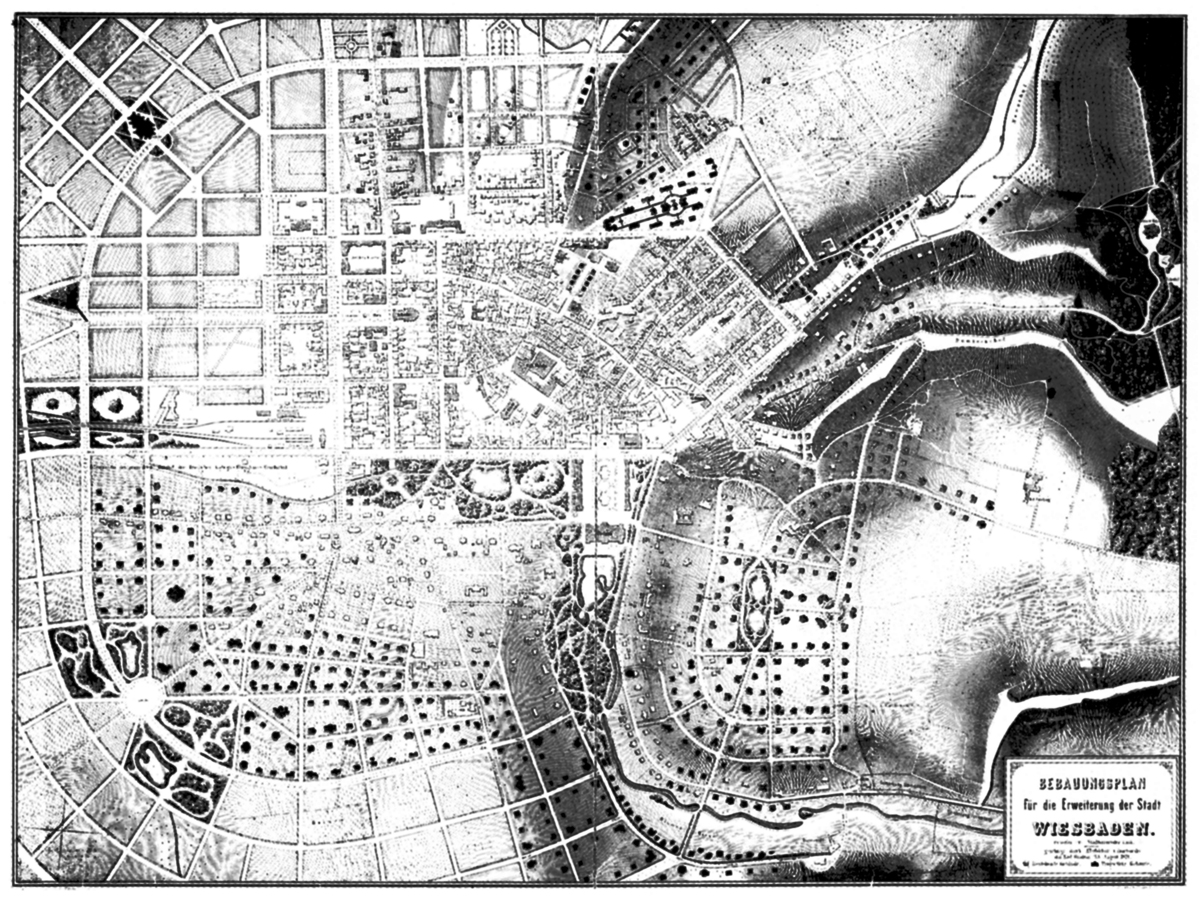
Bebauungsplan von 1871 für die Erweiterung der Stadt Wiesbaden

Alexander Fach (* 24. August 1815 in Wiesbaden; † 11. März 1883 ebenda) war ein deutscher Bauingenieur, Architekt und kommunaler Baubeamter. Von 1863 bis 1873 war er der erste Stadtbaumeister der Stadt Wiesbaden.
Fach studierte am Polytechnikum Karlsruhe, das er mit dem bestandenen Staatsexamen verließ. Im Anschluss trat er in den Dienst der Stadt Wiesbaden. Von 1853 bis 1862 war er beim Bau der Marktkirche mit der technischen Bauleitung betraut.
1863 wurde er zum Stadtbaumeister ernannt. In dieser Zeit erwarb er sich große Verdienste bei der bautechnischen Ausführung der Wasserversorgung und der Erweiterung der Stadt sowie um das Militärwesen. Fach erstellte 1871 den Bebauungsplan zur Erweiterung der Stadt Wiesbaden, die notwendig wurde, nachdem die Einwohnerzahl der Stadt ab Mitte der 1850er Jahre stark angestiegen war und die dadurch neu entstandenen Wohngebiete stadtplanerisch berücksichtigt werden mussten. Bestandteil dieses Plans war auch das Ringstraßenprojekt, das allerdings erst nach seinem Tod ab 1894 ausgeführt wurde.
Unter anderem entstand nach seinen Entwürfen die Höhere Bürgerschule an der Oranienstraße, die heutige Oranienschule, das Gebäude des Vorschußvereins Wiesbaden (heute Wiesbadener Volksbank) als Bestandteil des Historischen Fünfecks und die als Direktorenhaus genutzte Villa Rheinhütte, die heute als Industriedenkmal Bestandteil der Route der Industriekultur Rhein-Main Wiesbaden ist. 1873 ging Fach in den Ruhestand.

## Auszeichnungen
- 1872: preußischer Kronen-Orden 4. Klasse mit rotem Kreuz im weißen Felde am Erinnerungsband